# Filologicheskie Zapiski

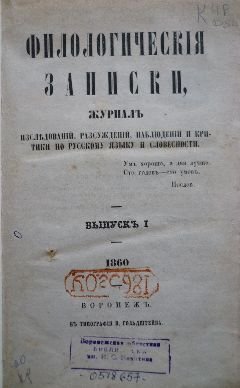
La primera página de la primera edición, año 1860

Filologuícheskie Zapiski (Филологические записки, i.e., "Memorias Filológicas") fue una revista científica rusa "cuya destinación era realizar investigaciones y desarrollar varias ediciones en el campo  lingüístico y literario en general, y, en particular, las ediciones en el ámbito de la lingüística comparativa, la lengua y la literatura rusa, así como en el ámbito de los estudios de diferentes dialectos eslavos", que se publicaba en Vorónezh cada dos meses entre los años 1860 y 1917.
La revista publicaba obras de tales psicólogos europeos famosos como Max Müller, Ernest Renan, Georg Curtius, August Schleicher, Carl Becker, Karl Heyse, Hippolyte Taine, Louis Léger así como traducciones de los autores antiguos, tales como Eurípides, Luciano, Horacio, Cicerón, Virgilio.
Para la revista escribieron sus artículos varios científicos famosos rusos y eslavos, a saber:
Aleksandr Afanásiev, Fiódor Busláev, Jan Niecisław Baudouin de Courtenay, Yákov Grot, Aleksandr Veselovski, Vladímir Dal, Aleksandr Potebniá, Lyuben Karavelov, Izmail Sreznevsky etc.
Muchos de los artículos publicados en la revista son únicos. En el siglo XIX la revista fue reconocida no solamente en Rusia, sino en las universidades de  París, Leipzig, Praga, Zagreb, Berlín, Jena, Viena, Upsala, Estrasburgo, y en los Estados Unidos.
Antes de que en el año  1879 en Varsovia fue fundada la edición "Boletín Ruso de Filología", la revista había sido la única edición rusa especializada dedicada a los problemas de filología y enseñanza de la lengua y la literatura rusa.
La revista, fundada en el año 1860 por Alekséi Jovanski, se publicaba con regularidad hasta el mismo año 1917. En la Unión Soviética la lingüística comparativa fue etiquetada como una “ciencia burguesa”, muchos de los científicos fueron convertidos en objeto de persecución. La revista fue liquidada en el año 1917, pero pasados muchos años, en el año 1993, fue reconstituida en la Facultad de Letras de la Universidad Estatal de Vorónezh.